# Увидеть Марс… и не сойти с ума
«Увидеть Марс… и не сойти с ума» — российский телевизионный документальный фильм телестудии Роскосмоса. Премьера состоялась на телеканале «Россия 1» 12 апреля 2011 года .

## Сюжет
В 1967 году в Советском Союзе прошёл уникальный секретный эксперимент. Три испытателя провели год в закрытом специальном отсеке — научно-исследовательской лаборатории, прототипе модуля марсианского корабля.
Условия эксперимента были жёсткие. Теснота, голод, постоянная жажда, аварийные ситуации. Но бытовые трудности это не самое страшное. Психологи по программе эксперимента умышленно провоцировали экипаж на конфликты. Этот «земной» эксперимент открыл многие тайны взаимоотношений между людьми. Здесь было всё: дружба и предательство, ненависть и любовь.
Фильм построен на уникальных кадрах, долгие годы хранившихся под грифом «для служебного использования».
В фильме принимают участие испытатели эксперимента 1967 года: Герман Мановцев, Андрей Божко, Борис Улыбышев; лётчик-космонавт Валерий Поляков, психолог космонавтов Ростислав Богдашевский, сотрудники Института Космических исследований, участники второго этапа эксперимента «Марс-500» и другие.

## Съёмочная группа
- Режиссёр: Андрей Гречиха
- Автор сценария: Марина Лев, Кирилл Плетнер
- Монтаж: Лариса Смирнова
- Операторы: Вячеслав Красаков, Борис Готгельф, Артём Лебедь
- Текст читает: Сергей Чонишвили
- Продюсер: Александр Островский

## Награды
Фильм «Увидеть Марс… и не сойти с ума» получил специальный приз студенческого признания «Хрустальный пеликан» (РГПУ имени А. И. Герцена) по итогам VI Международного кинофестиваля научно-популярных фильмов «Мир Знаний», который проходил с 24 по 28 октября 2011 года в Санкт-Петербурге.